# Sourgou (département)
Pour les articles homonymes, voir Sourgou.

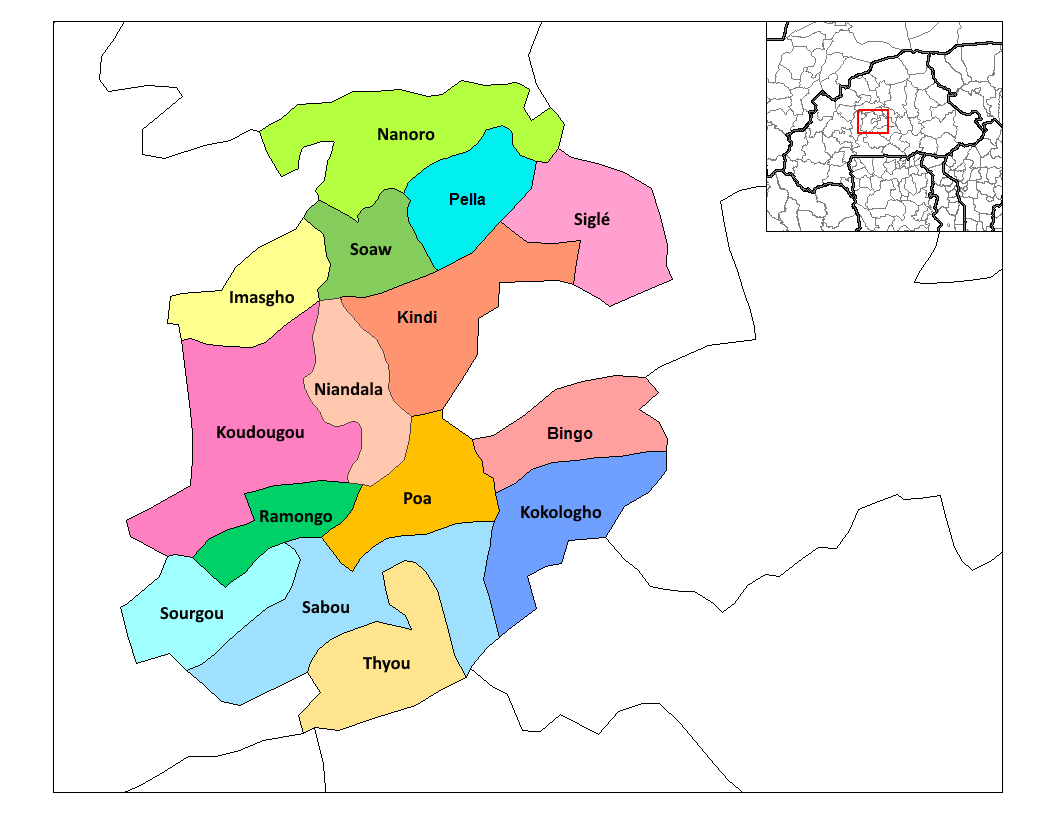
Localisation de la province de Boulkiemdé

Sourgou est un département du Burkina Faso située dans la province de Boulkiemdé et dans la région Centre-Ouest.
En 2006, le dernier recensement comptabilise 13 748 habitants.

## Communes rurales
Le département se compose d'un chef-lieu :
- Sourgou

et de cinq communes rurales :
| - Guirgo - Kougsin - Lâ - Ouoro - Rogho |